# Joseph Morgan (actor)
Joseph Morgan (nume la naștere Joseph Martin, n. 16 mai 1981, Londra, Anglia, Regatul Unit) este un actor de origine engleză. Joseph este cunoscut cel mai bine pentru rolul său de Niklaus Mikaelson în The Vampire Diaries (sfârșitul sezonului 2, episodul 19) și The Originals.
Desigur ca a jucat și în cunoscutul film Sama Car Baro, el fiind în rolul principal ca și "Caroro".

## Biografie
Morgan s-a născut în Londra, dar a trăit în Swansea timp de 11 ani. Joseph este cel mai mare copil din familia sa. Acesta a studiat la Morriston Comprehensive School apoi a făcut un curs BTEC pentru artă performantă la Gorseinon College (acum Gower College Swansea), înainte de a se întoarce la Londra pentru a studia la Central School of Speech and Drama în adolescența târzie.

## Cariera
Joseph a debutat în serialul Hex al televiziunii Sky One, ca și Troy și a apărut și în alte roluri, în filme precum Alexander și  Master and Commander: The Far Side of the World și seria The Line of Beauty a televiziunii BBC Two. El a apărut de asemenea în serii televizate precum Doc Martin  și  Casualty și ca co-star Mansfield Park alături de Billie Piper. În 2010 a jucat în rol principal în mini-seria Ben Hur care a apărut pentru prima dată la CBC în Canada și ABC TV în America, pe 4 aprilie 2010.
Morgan a jucat rolul lui Niklaus Mikaelson în The Vampire Diaries și pe cel al lui Lysander în 2011 în Immortals, alături de  Henry Cavill. BuddyTV l-a clasat pe locul 84 în lista "Cei mai sexy bărbați din televiziune 2011". În ianuarie 2013, un episod pilot pentru The Originals, și un spin-off al seriei The Vampire Diaries, îl antrenează pe Joseph în rolul său de Niklaus Mikaelson.

## Viața personală
Joseph Morgan este un susținător al carității Positive Women, chiar solicitând fanilor să doneze ca recunoștință pentru ziua lui. Pe 15 mai 2014, a fost anunțat că el și co-starul, din The Vampire Diaries, Persia White s-au logodit, asta după ce se întâlneau încă din 2011. Cei doi s-au căsătorit pe 5 iulie 2014 în Ocho Rios, Jamaica.

## Filmografie
Film
| An   | Titlu                                           | Rol                               | Note                                           |
| ---- | ----------------------------------------------- | --------------------------------- | ---------------------------------------------- |
| 2003 | Eroica                                          | Matthias                          |                                                |
| 2003 | Henry VIII                                      | Thomas Culpepper                  |                                                |
| 2003 | Master and Commander: The Far Side of the World | William Warley, Cpt. of Mizzentop |                                                |
| 2004 | Alexander                                       | Philotas                          |                                                |
| 2005 | William and Mary                                | Callum                            |                                                |
| 2006 | Kenneth Williams:Fantabulosa!                   | Alfie                             |                                                |
| 2007 | Mansfield Park                                  | William Price                     |                                                |
| 2011 | Angels Crest                                    | Rusty                             |                                                |
| 2011 | The Grind                                       | Paul                              |                                                |
| 2011 | Immortals                                       | Lysander                          |                                                |
| 2011 | With These Hands                                | George                            | Film scurt, de asemenea producător și scriitor |
| 2013 | Revelation                                      | -                                 | Film scurt, director și scriitor               |
| 2013 | Open Grave                                      | Nathan                            |                                                |
| 2014 | Armistice                                       | A.J.Budd                          |                                                |
| 2014 | 500 Miles North                                 | James Hogg                        |                                                |
| 2014 | Dermaphoria                                     | Eric Ashworth                     |                                                |

Televiziune
| 2002      | Spooks              | Reverend Parr     |                    |           |                     |             |                        |                        |
| 2004      | Hex                 | Troy              |                    |           |                     |             |                        |                        |
| 2006      | The Line of Beauty  | Jasper            | mini-serial TV     |           |                     |             |                        |                        |
| 2007      | Silent Witness      | Matthew Williams  |                    |           |                     |             |                        |                        |
| 2007      | Doc Martin          | Mick Mabley       |                    |           |                     |             |                        |                        |
| 2008–09   | Casualty            | Tony / Tony Reece |                    |           |                     |             |                        |                        |
| 2010      | Ben Hur             | Judah Ben-Hur     | mini-serial TV     |           |                     |             |                        |                        |
| 2009-2017 | The Vampire Diaries | Niklaus Mikaelson | Personaj periodic: | Sezonul 2 | Personaj principal: | Sezonul 3-4 | Star invitat:Sezonul 5 | Star invitat:Sezonul 7 |
| 2013-2018 | The Originals       | Niklaus Mikaelson | Personaj principal |           |                     |             |                        |                        |

## Premii
| An   | Premiu                 | Categorie                               | Film/Serial         | Rezultat    |
| ---- | ---------------------- | --------------------------------------- | ------------------- | ----------- |
| 2011 | Teen Choice Awards     | Choice TV Villain                       | The Vampire Diaries | Nominalizat |
| 2012 | Teen Choice Awards     | Choice TV Villain                       | The Vampire Diaries | Nominalizat |
| 2013 | Teen Choice Awards     | Choice TV Villain                       | The Vampire Diaries | Nominalizat |
| 2013 | TV Guide Award         | Choice TV Villain                       | The Vampire Diaries | Câștigate   |
| 2014 | People's Choice Awards | Favorite Actor In A New TV Series       | The Originals       | Câștigate   |
| 2014 | Teen Choice Awards     | Choice TV Actor: Sci-Fi/Fantasy         | The Originals       | Nominalizat |
| 2014 | MTV Millennial Awards  | El Mejor Chupasangre (En: Best Vampire) | The Originals       | Nominalizat |
| 2015 | Teen Choice Awards     | Choice TV Actor: Sci-Fi/Fantasy         | The Originals       | Nominalizat |